# Маклейн, Луис
Луис Маклэйн (англ. Louis McLane; 28 мая 1786, Смерна, Делавэр — 7 октября 1857, Балтимор, Мэрилэнд) — американский юрист, дипломат, государственный деятель, 12-й государственный секретарь США, 10-й министр финансов США.

## Биография
Луис Маклейн родился в Смерне, штат Делавэр, в семье ветерана Войны за независимость США. Учился в частных школах. В 1798 году он поступил на службу в военно-морской флот, в звании мичмана год служил на фрегате USS. Philadelphia. В 1807 году Маклейн, окончив Ньюаркский колледж, открыл юридическую практику в Смерне. Во время войны 1812 года он служил в Вильмингтоне. С 1817 по 1827 годы Маклейн был членом Палаты представителей США, с 1827 по 1829 годы — членом Сената. В 1829 году президент Эндрю Джексон назначил Кэмпбелла чрезвычайным послом в Англии, с 1831 по 1833 годы — министром финансов, с 1833 по 1834 годы — государственным секретарём. В 1837 году Маклейн стал президентом железной дороги «Балтимор и Огайо», на этом посту он работал до 1847 года, в 1845—1846 годах он также исполнял обязанности посла США в Англии.
Сын Луиса Маклейна, Роберт Миллиган Маклейн, также стал политиком, избирался членом Палаты представителей США и губернатором штата Мэриленд, был послом США в империи Цин.